# Mauritz Nylund
Mauritz Nylund, född 12 februari 1925 i Helsingfors, Finland, död 28 juli 2012, var en finlandssvensk poet och översättare.

## Böcker
Poesi
- Om mörker är allt (Söderström, 1953)
- Rävspel (Söderström, 1961)
- Ofinlandssvensk verksamhet: dikter (Söderström, 1965)
- Han sa, hon sa (Söderström, 1969)
- Men den skrattade bara: dikter (Boklaget, 1975)
- En dag tittade jag på dej genom ett förstoringsglas: dikter (Revolt-förl., 1984)
- Det blåser mellan stolarna: dikter (Söderström, 1994)

Övrigt
- Den odöpta hästen: eskapad i tre akter (Söderström, 1963)
- Anno dazumal: familjeidyller från en tid som flytt (otryckt pjäs, för finsk radio 1994)

Redaktör
- Lyrik i Finland nu: dikter av 27 finska och finlandssvenska författare (redigerat av Maurits Nylund och Mirjam Polkunen) (FIB:s lyrikklubb, 1969)

Översättningar
- Pentti Saarikoski: Jag går där jag går: dikter i urval (översättning Claes Andersson, Bo Carpelan, Christer Kihlman, Mauritz Nylund och Nils-Börje Stormbom) (Bonnier, 1969)
- Robert Alftan: Våra gossar på Cypern: de första livsödena, de första berättelserna (till svenska av Mauritz Nylund, Tua Forsström och författaren) (Söderström, 1974)
- Hannu Niklander: Vackert nigande dotter: dikter (i urval och översättning av Mauritz Nylund och Paul Jansson) (Sahlgren, 1989)